# Can't Hold Us Down
"Can't Hold Us Down" là đĩa đơn thứ tư trích từ album thứ hai Stripped của Christina Aguilera được viết bởi chính cô, Scott Storch và Matt Morris. Bài hát này cô hát chung với rapper Lil' Kim đã mang về cho cô một đề cử Grammy 2004 ở hạng mục "Hợp tác thu âm Pop hiệu quả nhất". Bài hát được biết đến nhiều bởi nội dung đòi bảo vệ nữ quyền đã được thể hiện rất rõ qua video clip mà theo các nhà phê bình âm nhạc nhận xét chỉ sử dụng những chiếc camera không chuyên dụng.

## Nhạc lý
"Can't Hold Us Down" là một bản nhạc pop pha lẫn hip hop có nhạc lý tương tự như "Dirrty". Bài hát này Aguilera hát chung với rapper Lil' Kim, người đã từng hợp tác với cô trong đĩa đơn rất thành công "Lady Marmalade" năm 2001. Bên cạnh việc là bạn của nhau, Aguilera và Lil' Kim đều có chung quan điểm về nữ quyền, về quyền bình đẳng phơi bày bản năng giới tính của mình như nam giới. Nhưng theo họ như thế không phải là tục tĩu mà điều đó thể hiện bản chất của một người phụ nữ mạnh mẽ.

## Phát hành
Thật sự người được chọn hát chung với Aguilera trong bài hát này là rapper Eve. Thậm chí các show phỏng vấn trên MTV, Eve cũng từng phát biểu là cô đang hợp tác thu âm một track ngợi ca nữ quyền cho album thứ hai Stripped của Aguilera. Thế nhưng khi album phát hành thì mọi người mới biết giọng rap là Lil' Kim chứ không phải Eve mà không có một lời giải thích nào về việc gì đã xảy ra giữa họ. Sau này, Scott Storch có giải thích là vì Lil' Kim đang đầu quân cho ông nên việc hợp tác giữa cô và Aguilera sẽ thuận tiện hơn.
"Can't Hold Us Down" tiếp tục kế thừa thành công của các đĩa đơn trước khi đồng loạt lọt vào Top 10 nhiều quốc gia châu Âu và Úc. Đặc biệt ở New Zealand, bài hát đạt đến vị trí #2. Tuy nhiên, bài hát ít thành công hơn khi chỉ đạt vị trí #12 tại Mỹ và nằm trong Top 20 tại Canada.

## Video clip
Video của "Can't Hold Us Down" được đạo diễn bởi David LaChapelle, người từng đạo diễn video gây sốc "Dirrty" cho Aguilera. Video được thực hiện trong vòng vài ngày tại Manhattan, New York.
Video bắt đầu với cảnh một thanh niên cởi trần đi trong dòng người lộn xộn bên vách khu nhà ở. Tiếp theo, Aguilera xuất hiện với mái tóc xoăn đen với trang phục áo ống có khoác và quần cộc xẻ đùi cùng chiếc mũ hippy. Tất cả đều màu tím. Aguilera chia tay với đám bạn và đi dọc theo con đường thì người thanh niên lúc nãy tiến đến bóp mông cô. Aguilera vừa tức giận tranh cãi vừa hát lên. Mọi người xúm lại xem. Các cô gái thì đứng về phía Aguilera trong khi các chàng trai lại ủng hộ việc làm của người thanh niên. Cuộc tranh cãi vẫn tiếp tục diễn ra cho đến khi Lil' Kim xuất hiện với bộ bikini sau khi cởi bỏ quần áo ngoài. Aguilera cũng hưởng ứng hành động đó nên cởi bỏ áo khoác ngoài cùng chiếc mũ rồi cầm vòi xịt nước chĩa thẳng vào mặt các chàng trai đang nhảy nhót nhí nhố. Các chàng trai giận dữ la hét trong sự vui mừng hả hê của các cô gái. Ở cảnh cuối, Aguilera đi ra khỏi khu nhà cùng nụ cười thỏa mãn trên môi trong sự phấn khích bởi lời rap của Lil' Kim.

## Xếp hạng và chứng nhận doanh số
| Bảng xếp hạng (2003)            | Vị trí cao nhất |
| ------------------------------- | --------------- |
| Úc (ARIA)                       | 5               |
| Áo (Ö3 Austria Top 40)          | 13              |
| Bỉ (Ultratop 50 Flanders)       | 7               |
| Bỉ (Ultratop 50 Wallonia)       | 15              |
| Canada (Canadian Hot 100)       | 4               |
| Đan Mạch (Tracklisten)          | 8               |
| Pháp (SNEP)                     | 27              |
| Đức (GfK)                       | 9               |
| Hungary (Single Top 40)         | 4               |
| Hungary (Dance Top 40)          | 33              |
| Ireland (IRMA)                  | 5               |
| Ý (FIMI)                        | 20              |
| Hà Lan (Dutch Top 40)           | 10              |
| New Zealand (Recorded Music NZ) | 2               |
| Na Uy (VG-lista)                | 14              |
| Thụy Điển (Sverigetopplistan)   | 12              |
| Thụy Sĩ (Schweizer Hitparade)   | 11              |
| Anh Quốc (OCC)                  | 6               |
| Hoa Kỳ Billboard Hot 100        | 12              |
| Hoa Kỳ Pop Airplay (Billboard)  | 3               |
| Thế giới (United World Chart)   | 3               |

| Quốc gia  | Chứng nhận |
| --------- | ---------- |
| Úc (ARIA) | Vàng       |

| Bảng xếp hạng (2003)              | Vị trí |
| --------------------------------- | ------ |
| Úc (ARIA Charts)                  | 95     |
| Đức (Media Control Charts)        | 62     |
| Hà Lan (Dutch Top 40)             | 94     |
| New Zealand (RIANZ Singles Chart) | 29     |
| Thụy Sĩ (Swiss Singles Chart)     | 44     |
| Liên hiệp Anh (UK Singles Chart)  | 108    |
| Mỹ (Billboard Hot 100)            | 67     |